# 29549 Sandrasbaragli
29549 Sandrasbaragli è un asteroide della fascia principale. Scoperto nel 1998, presenta un'orbita caratterizzata da un semiasse maggiore pari a 2,8117730 au e da un'eccentricità di 0,1274219, inclinata di 10,01686° rispetto all'eclittica.